# 71 (număr)
71 (șaptezeci și unu) este numărul natural care urmează după 70 și precede pe 72.

## În matematică
- Este al 20-lea număr prim. Următorul este 73 cu care formează o pereche de prime gemene. Formează și o pereche de numere prime verișoare cu 67 (diferența dintre cele două numere este de patru unități).[2]
- Este un număr prim bun.[3][4]
- Este un prim Chen.[5]
- Este un prim Eisenstein fără parte imaginară și parte reală a formei 3n - 1.
- Este un număr prim Euler[6][7]
- Este un număr prim Labos.[8][9]
- Este un prim Pillai.[10]
- Este un număr prim permutabil.[11]
- Este un număr prim Ramanujan.[12][13]
- Este un număr mirp (sau prim reversibil), deoarece nu este palindromic și inversul său, 17, este tot număr prim.[14]
- Este un număr prim Solinas.[15][16]
- Este un număr prim tare.[17][18]
- Este un număr prim trunchiabil la dreapta.[19][20]
- Este cel mai mare număr care apare ca factor prim al ordinii unui grup simplu sporadic.
- Este suma a trei numere prime consecutive: 19, 23 și 29.
- Este un număr centrat heptagonal.[21]
- Este un număr Størmer.[22][23]
- Este parte a celei de-a treia perechi cunoscute de numere Brown, și ultima (nu s-au descoperit numere Brown mai mari).[24][25]
- Este al douăzeci și treilea termen al șirului Euclid–Mullin.[26]
- Este gradul algebric al constantei lui Conway.[27]

## În știință
- Este numărul atomic al lutețiului.

### Astronomie
- NGC 71, o galaxie lenticulară localizată în constelația Andromeda, membră a grupului NGC 68.
- Messier 71, un roi de stele globular.
- 71 Niobe este o planetă minoră.

## Alte domenii

DN71

- Numărul de caractere diferite care pot fi utilizate cu o tastatură standard în limba engleză, cu excepția literelor mari.
- USS Theodore Roosevelt (CVN-71), portavion american
- Numărul departamentului francez Saône-et-Loire.
- Lockheed SR-71 Blackbird, o aeronavă cu raza lungă de acțiune, de recunoaștere strategică, din categoria Mach 3+
- Ani notabili: 71 î.Hr., 1071, 1971.
- 71 de fragmente dintr-o cronologie a unui incident (în germană 71 Fragmente einer Chronologie des Zufalls), film din 1994 regizat de Michael Haneke.
- SR-71, formație americană de rock alternativ
- Numărul de ture în Marele Premiu al Austriei, al Marelui Premiu al Mexicului și al Marelui Premiu al Braziliei.

Transporturi
- DN71, un drum național din România care leagă Bucureștiul de Târgoviște și de Sinaia.
- Drumul european E71.
- Locomotiva diesel irlandeză clasa CIÉ 071.
- Alte drumuri: U.S. Route 71, Texas State Highway 71, Ontario Highway 11